# Fenoksimetilpenicilin
Fenoksimetilpenicilin ali penicilin V je peroralno učinkovit penicilinski antibiotik. Je manj aktiven od benzilpenicilina in se uporablja le v primerih, ko visoke koncentracije antibiotika v tkivih niso potrebne. Deluje baktericidno proti mikroorganizmom, občutljivim na peniciline, in sicer zavre njihovo razmnoževanje, tako da zavira biosintezo peptidoglikana, pomembne sestavine bakterijske celične stene. Ni učinkovit proti bakterijam, ki proizvajajo betalaktamaze (med njimi so številni sevi stafilokokov).
Spekter in način delovanja sta podobna kot pri benzilpenicilinu. Proti določenim bakterijam je manj učinkovit, zlasti proti gramnegativnim bakterijam. Tudi mehanizem odpornosti bakterij na fenoksimetilpenicilin je podoben kot pri benzilpenicilinu.
Uporablja se le za zdravljenje blagih do zmerno hudih okužb in ne za kronične, hude ali globinske okužbe, saj absorpcija učinkovine ni predvidljiva. Pri zdravljenju je treba opravljati bakteriološke preiskave (vključno s preskusom občutljivosti) ter spremljati klinični odziv. Pri bolnikih, ki prvotno prejemajo parenteralno benzilpenicilin, je možno nadaljevati peroralno zdravljenje s fenoksimetilpenicilinom, ko je že dosežen zadovoljiv klinični odziv.

## Indikacije
Specifične indikacije fenoksimetilpenicilina vključujejo:
- Okužbe s Streptococcus pyogenes
  - tonzilitis (vnetje mandeljnov)
  - faringitis (vnetje žrela)
  - kožne okužbe
- vranični prisad (pri blagi okužbi brez zapletov)
- Lymska bolezen (zgodnja stopnja pri nosečnicah in majhnih otrocih)
- faringitis ali tonzilitis
- revmatična vročica (primarna in sekundarna preventiva)
- streptokokne kožne okužbe
- profilaksa pred pnevmokokno okužbo vranice
- zmeren do hud gingivitis (skupaj z metronidazolom)

Penicilin V je zdravilo izbora pri zdravljenju odontogenih (zobnih) okužb.

## Neželeni učinki in varnostni ukrepi
Fenoksimetilpenicilin bolniki dobro prenašajo, vendar se občasno pojavijo prehodna navzea (siljenje na bruhanje), bruhanje, motnje v epigastrični regiji (zgornji srednji predel trebušne stene), driska, počrnel jezik. Predhodna preobčutljivost na katerikoli penicilinski antibiotik pomeni kontraindikacijo.